# Police de caractères (série)
 (mars 2021).
Pour l’article homonyme, voir Police de caractères.
Police de caractères est une série télévisée policière franco-belge créée par Matthieu Savignac et Sandrine Lucchini et coproduite par Terence Films, Gétévé Productions et la RTBF (télévision belge).
Au Québec, la série sera diffusée à Radio-Canada  à partir du samedi 15 avril 2023 sous le titre "Poquelin  et De Beaumont".
Le premier épisode est diffusé sur France 3 le samedi 22 février 2020 et rassemble 3,9 millions de téléspectateurs, soit 19 % de part d'audience ce soir-là.
Le deuxième épisode, intitulé Post mortem, réalisé en 2020, est à son tour diffusé sur France 3 le 27 février 2021. Il rassemble cette fois-ci 4,7 millions de téléspectateurs, soit 20,6 % de part d'audience.
La série est abandonnée après la deuxième saison.

## Synopsis
Les épisodes mettent en avant un binôme policier devant résoudre des enquêtes à Lille. Ce duo est composé de Louise Poquelin, une nordiste de pure souche et mère célibataire débordée et d'Étienne de Beaumont, un littéraire un brin trop sérieux et aristocrate de retour dans sa région natale.

## Distribution

### Acteurs principaux
- Clémentine Célarié : Louise Poquelin
- Joffrey Platel (épisodes 1 et 2), puis Xavier Robic (à partir de l'épisode 3) : Étienne de Beaumont
- Olga Mouak : Violette Langlois
- Jules Houplain : Antoine Poquelin
- Cypriane Gardin : Manon Poquelin
- Adèle Choubard : Anaïs Poquelin
- Cyril Garnier : Raphaël
- Benjamin Bourgois : Timothée Richard, le médecin légiste
- Antoine Chappey : le commissaire
- Raphaëlle Agogué : Chloé Belval (à partir de l'épisode 3)

## Épisodes

### Tableau des épisodes
| No épisode | Saison | Titre de l'épisode       | Réalisateur    | Interprètes de l'épisode                                                  | Première diffusion FR | Audience TV (France) | Part de marché |
| ---------- | ------ | ------------------------ | -------------- | ------------------------------------------------------------------------- | --------------------- | -------------------- | -------------- |
| 1          | 1      | Pilote                   | Gabriel Aghion | Mariama Gueye, Sabine Haudepin, Caroline Tillette, Xavier Gallais         | 22 février 2020       | 3,902                | 19,0           |
| 2          | 1      | Post mortem              | Gabriel Aghion | Olivier Rabourdin, Carleins Pierre, Lilly-Fleur Pointeaux, Francine Bergé | 27 février 2021       | 4,710                | 20,6           |
| 3          | 2      | Cadavre exquis           | Gabriel Aghion | Jean-Pierre Michaël, Nastassja Kinski, Oscar Berthe, Héléna Soubeyrand    | 5 février 2022        | 3,832                | 19,8           |
| 4          | 2      | Un loup dans la bergerie | Gabriel Aghion | Clara Antoons, Charlotte Deysine, Armelle Deutsch, Jackie Berroyer        | 12 février 2022       | 3,871                | 18,4           |

- Le plus haut chiffre d'audience.
- Le plus bas chiffre d'audience

### Épisode 1: Pilote
Réalisé par Gabriel Aghion et coécrit par Matthieu Savignac, Sandrine Lucchini, Eugénie Dard et Charlotte Joulia.
- Date de diffusion :
  -  : 22 février 2020 sur France 3.
- Synopsis :

Assignée à un partenaire avec qui elle n'a rien en commun, le capitaine Louise Poquelin doit résoudre une enquête des plus complexes : le meurtre inexpliqué d'un patron d'une grande conserverie. En parallèle, Poquelin et Beaumont devront apprendre à travailler ensemble.
- Acteurs principaux :
  - Mariama Gueye : Léa Langlois
  - Sabine Haudepin : Catherine
  - Caroline Tillette : Elodie Letellier
  - Xavier Gallais : Bertrand Letellier
  - Maxence Danet Fauvel : Maxime Mercier
  - Anne-Sophie Soldaini : Mathilde Picavet
  - Dominique Thomas : Pierrot Picavet
  - Romane Portail : Marianne Rouhand
  - Fred Tanto : Thomas Letellier
  - Anouchka Csernakova : Simone Poquelin
- Audience :
  -  France : 3,902 millions de téléspectateurs (première diffusion) (19,0 % de part d'audience)

### Épisode 2: Post mortem
Réalisé par Gabriel Aghion et coécrit par Eugénie Dard et Charlotte Joulia.
- Date de diffusion :
  -  : 27 février 2021 sur France 3.
- Synopsis :

Poquelin et Beaumont font ici face à un meurtre déguisé en suicide, qui se révèle être un suicide déguisé en meurtre. Une histoire troublante et entraînante qui révélera peut-être quelques souvenirs chez nos enquêteurs.
- Acteurs principaux :
  - Olivier Rabourdin : Rémi Delasalle
  - Carleins Pierre : Samba M'Bengue
  - Lilly-Fleur Pointeaux : Héloise
  - Francine Bergé : Annette Delasalle
  - Sylviane Goudal : mère d'Arthur
  - Charlotte Talpaert : femme de ménage
  - Chloé Simoneau : Alicia Delasalle
  - Margaux Van Den Plas : Julie Hembert
  - Alexandre Carrière : Eric Dion
  - Mathias Tavernier : Julien
  - Loic Comorera : Paul
  - Fiona Talbi : Clara
  - Victoria Quesnel : prof de yoga
- Audience :
  -  France : 4,710 millions de téléspectateurs (première diffusion) (20,6 % de part d'audience)

### Épisode 3: Cadavre exquis
Réalisé par Gabriel Aghion, ce troisième épisode, qui voit l'arrivée de Xavier Robic pour remplacer Joffrey Platel dans le rôle d'Étienne de Beaumont.
- Date de diffusion :
  -  : 27 janvier 2022 sur La Une
  -  : 4 février 2022 sur RTS Un
  -  : 5 février 2022 sur France 3
- Synopsis :

Patrick Varney, un ancien flic reconverti en auteur de polar est tué par une décharge électrique provoquée par une clé USB lors d'un happening littéraire organisé par un collectif d'écrivains. L'affaire touche de près Louise Poquelin qui, par le passé, a eu une histoire d'amour avec cet ancien collègue.
- Acteurs principaux :
  - Jean-Pierre Michaël : Patrick Varney
  - Nastassja Kinski : Romy
  - Oscar Berthe : Sacha
  - Héléna Soubeyrand : Albane Montel
  - Pierre Cartonnet : Léo Valette
- Audience :
  -  France : 3,832 millions de téléspectateurs (première diffusion) (19,8 % de part d'audience)

### Épisode 4: Un loup dans la bergerie
Réalisé par Gabriel Aghion
- Date de diffusion :
  -  : 3 février 2022 sur La Une
  -  : 11 février 2022 sur RTS Un
  -  : 12 février 2022 sur France 3
- Synopsis :

Poquelin et Beaumont sont chargés d'enquêter sur l'assassinat d'un militant végan lors d'une action. Lors de l'enquête, les deux policiers découvriront qu'il existait des tensions entre les militants végans et les agriculteurs du coin.
- Acteurs principaux :
  - Clara Antoons : Héléna
  - Charlotte Deysine : Axelle
  - Armelle Deutsch : Cécile Moreau
  - Jackie Berroyer : Georges Moreau
  - Nathan Gruffy : Nathan Devicq
  - Olivier Bayart : Emile
  - Michel Masiero : Baudouin Devicq
  - Loïc Forest : Alex Vida
- Audience :
  -  France : 3,871 millions de téléspectateurs (première diffusion) (18,4 % de part d'audience)